# Benito Juárez, San Luis Potosí
Benito Juárez är en ort i Mexiko.   Den ligger i kommunen Mexquitic de Carmona och delstaten San Luis Potosí, i den centrala delen av landet, 400 km nordväst om huvudstaden Mexico City. Benito Juárez ligger 1 843 meter över havet och antalet invånare är 272.
Terrängen runt Benito Juárez är kuperad västerut, men österut är den platt. Runt Benito Juárez är det ganska tätbefolkat, med 54 invånare per kvadratkilometer. Närmaste större samhälle är Ahualulco, 5,1 km norr om Benito Juárez. Omgivningarna runt Benito Juárez är i huvudsak ett öppet busklandskap.